# Мозамбички метикал
Мозамбички метикал је званична валута у Мозамбику. Скраћеница тј. симбол за метикал је MT а међународни код MZN. Метикал издаје Банка Мозамбика. У 2008. години инфлација је износила 11,2%. Један метикал се састоји од 100 центава.
Уведен је 1980. као замена за мозамбички ескудо у односу 1 метикал за 1 ескудо.
Постоје новчанице у износима 20, 50, 100, 200, 500 и 1000 метикала и кованице у износима од 50 центава и 1, 2, 5 и 10 метикала.